# Zvonimir Tirić
Zvonimir Tirić (* 3. September 2003) ist ein kroatischer Leichtathlet, der sich auf den Speerwurf spezialisiert hat und auch im Zehnkampf an den Start geht.

## Sportliche Laufbahn
Erste internationale Erfahrungen bei internationalen Meisterschaften sammelte Zvonimir Tirić im Jahr 2019, als er bei den U20-Balkan-Meisterschaften in Cluj-Napoca mit 6044 Punkten die Bronzemedaille im Zehnkampf gewann. Im Jahr darauf gewann er bei den U20-Balkan-Meisterschaften in Istanbul mit 6278 Punkten die Silbermedaille, wie auch bei den U20-Balkan-Meisterschaften 2021 ebendort mit 6546 Punkten. Im Jahr darauf siegte er mit 6756 Punkten bei den U20-Balkan-Meisterschaften in Denizli und 2024 belegte er bei den Balkan-Meisterschaften in Izmir mit 64,79 m den siebten Platz im Speerwurf.
2022 wurde Tirić kroatischer Meister im Speerwurf und 2023 wurde er Hallenmeister im Siebenkampf.

## Persönliche Bestleistungen
- Speerwurf: 73,17 m, 11. Mai 2024 in Zagreb
- Zehnkampf: 6241 Punkte,  23. Mai 2021 in Naxos
  - Siebenkampf (Halle): 4754 Punkte, 26. Februar 2023 in Zagreb